# Nina Fjodorowna Bojewa
Nina Fjodorowna Bojewa (russisch Нина Фёдоровна Боева; * 13. Apriljul. / 25. April 1890greg. in Jelez bei Lipezk; † 1956) war eine sowjetische Astronomin.

## Leben
Bojewa wuchs in Woronesch auf und besuchte dort das Marienmädchengymnasium mit Abschluss 1908. Sie studierte in Moskau in den von Wladimir Guerrier gegründeten Moskauer Höheren Kursen für Frauen (ab 1918 die 2. Moskauer Universität und seit 1930 Pädagogische Staatliche Universität Moskau) in der Physikalisch-Mathematischen Fakultät mit Abschluss 1918.
Darauf kehrte Bojewa nach Woronesch zurück und leitete das Büchermagazin der Bibliothek der Universität Woronesch. Daneben war sie astronomische Beobachterin in der Universität. Dann arbeitete sie in der Verwaltung der Südost-Eisenbahn.
Nach Oktoberrevolution und Bürgerkrieg arbeitete Bojewa von 1921 bis 1951 im Pulkowo-Observatorium und im Astronomischen Institut in Petrograd/Leningrad (gegründet 1919 als Recheninstitut der Allrussischen Astronomischen Union). Ihre Forschungsschwerpunkte waren Probleme der Himmelsmechanik, insbesondere die Theorie der Bewegung der Kleinplaneten und Kometen und Umlaufbahnberechnungen neuentdeckter Objekte.
Mit einer speziellen Extrapolationsmethode berechnete Bojewa 1930 die Ephemeriden des VIII. Jupitermondes Pasiphae, der 1908 von Philibert Jacques Melotte entdeckt worden war und später nicht wiedergefunden wurde. Am 22. November 1930 wurde er mit Bojewas Ephemeriden von Seth Barnes Nicholson im Lick-Observatorium wiedergefunden.
Während des Großen Terrors wurde Bojewa im Zusammenhang mit der Pulkowo-Affäre am 10. Februar 1937 von der NKWD-Verwaltung der Oblast Leningrad verhaftet, wie dann auch Sofja Warsar, Alexander Markow und andere Mitarbeitern des Astronomischen Instituts, und am 25. Juni 1937 vom Sonderkollegium beim Leningrader Oblastgericht wegen Beteiligung an einer faschistischen terroristischen Organisation im Astronomischen Institut seit 1930 zu 4 Jahren Freiheitsentzug und anschließendem zweijährigen Verlust der Bürgerrechte verurteilt mit Bestätigung durch das Sonderkollegium des Obersten Gerichts der RSFSR am 5. September 1937. Das Kollegium für Strafsachen des Obersten Gerichts der UdSSR hob das Urteil auf und veranlasste eine erneute Prüfung. Mit Beschluss vom 25. März 1940 der Leningrader NKWD-Verwaltung wurde das Ermittlungsverfahren gegen Bojewa angehalten, und sie wurde mit Überwachung freigelassen. Mit Beschluss vom 8. Juni 1957 des Militärstaatsanwalts des Leningrader Militärkreises wurde das Verfahren gegen Bojewa wegen Fehlens einer Straftat endgültig eingestellt.
Während des Deutschen Angriffskriegs gegen die Sowjetunion arbeitete Bojewa zunächst im Krim-Observatorium, dann in Usbekistan und schließlich in Kasan.
Mehr als 20 wissenschaftliche Arbeiten Bojewas zu Problemen der Himmelsmechanik wurden international bekannt. Sie führte die Berechnungen für das Astronomische Jahrbuch durch, das die sowjetischen Streitkräfte mit den benötigten astronomischen Daten versorgte. Sie war Kandidatin der physikalisch-mathematischen Wissenschaften.
Auf Vorschlag des Astronomischen Instituts, das nun das Institut für Theoretischen Astronomie der Akademie der Wissenschaften der UdSSR war, benannte das Minor Planet Center 10 Kleinplaneten, darunter der von Pelageja Schain entdeckte Asteroid (1654) Bojeva.